# Judith Shklar
Judith Nisse Shklar, née à Riga (Lettonie) le 24 septembre 1928, morte à Cambridge (Massachusetts) le 17 septembre 1992 , est une politologue américaine, professeur à l'Université Harvard.

## Biographie
Judita (« Dita ») Nisse est la fille, cadette de 3 enfants, d'un père entrepreneur letton fortuné, Aron, et d'une mère médecin pédiatre, Agnes, tous deux issus de familles juives, mais non-pratiquants.
Elle a fréquenté une école suisse de langue allemande puis une école juive de Riga où les matières étaient enseignées en allemand, letton et hébreu. La menace d'occupation de la Lettonie par l'Union soviétique après l'attaque de la Pologne par l'Allemagne nazie a amené sa famille à quitter le pays pour la Suède, avant de fuir avec des faux papiers vers les États-Unis puis le Canada en passant par la Russie et le Japon.
La jeune Judith fait des études à l'Université McGill de Montréal (MA en 1950), où elle rencontre son futur mari Gerald Shklar, avant de les poursuivre à Harvard (Ph.D. en 1955 avec une thèse rédigée sous la direction de Carl Joachim Friedrich). Elle fit toute sa carrière dans cette université. Elle a notamment présidé la American Society for Political and Legal Philosophy (en) et l'American Political Science Association.
Ses recherches portent initialement sur les penseurs du XVIIIe siècle notamment Jean-Jacques Rousseau ; ses philosophes préférés étaient Montesquieu et Montaigne.

## Les conceptions philosophiques
Judith Shklar a en quelque sorte refondé le libéralisme sur un renversement de perspective : partir du point de vue des victimes, de ceux qui ont à craindre de subir la cruauté ; celles de pouvoirs, comme celle de leurs semblables. Décrite comme admiratrice de Rousseau et Hegel, elle a baptisé sa doctrine le « libéralisme de la peur.». Cela rappelle la communauté des ébranlés de Patočka.

## Principales publications
Judith Nisse Shklar est l'auteur de nombreux ouvrages de science politique parmi lesquels :
- After Utopia: The Decline of Political Faith (1957)
- Legalism: Law, Morals, and Political Trials, Harvard University Press, 1964,  (ISBN 0-674-52351-2)
- Men and Citizens: A Study of Rousseau's Social Theory, 1969
- Freedom and Independence: A Study of the Political Ideas of Hegel's Phenomenology of Mind, 1976
- Ordinary Vices (1984) Six essais sur les vices ordinaires : la cruauté, l'hypocrisie, le snobisme, la trahison et la misanthropie.
- Montesquieu, Oxford University Press, 1987  (ISBN 0-19-287649-X).
- The Faces of Injustice, 1990. Trois essais sur l'injustice: « Giving Injustice Its Due », « Misfortune and Injustice », et « The Sense of Injustice ».
- American Citizenship: The Quest for Inclusion, 1991.

Plusieurs de ses essais, dont le « classique » The Liberalism of Fear, ont été rassemblés en deux volumes posthumes publiés par University of Chicago Press, Political Thought and Political Thinkers, sous la direction de Stanley Hoffmann (1998), et Redeeming American Political Thought.

### Traduites en français
- Judith Shklar : Le libéralisme des opprimés de Paul Magnette, Michalon (collection Le Bien commun), 2006  (ISBN 978-2-8418-6332-7)
- Visages de l'injustice, traduit par Jean Mouchard, Circé, 2002  (ISBN 978-2-84242-139-7)
- La Citoyenneté américaine : La Quête de l'intégration, Calmann-Levy, 1992  (ISBN 978-2-7021-2051-4)